# Centre de recherche sous-marine du SACLANT
Le Centre de recherche sous-marine du SACLANT (aussi dénommé SACLANTCEN ; SACLANT étant l'acronyme de l'ancien Commandement allié Atlantique)), à La Spezia, en Italie.

Ce centre dépend lui-même du Centre pour la recherche et l'expérimentation maritimes de l'OTAN (aussi dit  « CMRE » pour « Centre for Maritime Research and Experimentation », anciennement dénommé "Centre de recherche sous-marine de l'OTAN" ou NURC). Le CMRE  est l'une des principales organisation de recherche et d'expérimentation scientifique de l'OTAN ; c'est l'organe exécutif de l'Organisation pour la science et la technologie (STO) de l'OTAN ; le CRME organise et conduit des recherches scientifiques et techniques (théoriques et appliquées), et soutient le développement de technologies centrées sur le domaine maritime, dans les domaines de la défense et la sécurité maritimes, en favorisant la coopération entre les pays de l'OTAN, selon les besoins de l'Alliance. 

## Histoire
Le centre est créé dans le contexte de la guerre froide et de la constitution de l'OTAN, après que les sous-marins aient démontré lors de la Seconde Guerre mondiale leurs capacités de nuisance militaire. 
Ses missions premières sont la lutte anti-sous-marins (le centre était baptisé SACLANT Anti-Submarine Warfare Research Centre) ou Centre de recherche de guerre anti-sous-marine de SACLANT.
En 1966 (et jusqu'en 2009), la France tout en restant dans l'Alliance atlantique, décide de sortir de l'organisation militaire intégrée de l'OTAN. 
En 1967 elle est menacée de perdre les places occupées par ses scientifiques au STC (Centre technique du SHAPE) situé aux Pays-Bas) de La Haye et au SACLANTCEN de La Spezia,. 

Les archives publiques de l'OTAN évoquent la présence en 1966 de quatre scientifiques français au STC (Pays-Bas) et onze au SACLANTCEN. Elles montrent aussi que le général Feuvrier (le 14 juillet 1967) a écrit avoir contacté le président du Comité militaire à propos des problèmes des centres de La Haye et de La Spezia, à la suite de quoi le général De Cumont est entré en contact avec l'Amiral Holmes du SACLANT au sujet de la présence française à la Spezia. Selon Holmes, le SACLANT semble avoir exprimé le besoin de conserver quelques scientifiques français (« deux probablement »), mais en revanche, pour le moment, « aucun ressortissant français ne serait retenu au Centre de La Haye ».

## Missions
Le SACLANTCEN a eu comme double mission initiale, dans le contexte de la guerre sous-marine (70 % des activités du Centre à la fin des années 1990) de :
- fournir une expertises scientifiques et techniques directe au SACLANT et aux commandements de l'OTAN, essentiellement dans les domaines de la lutte anti-sous-marine et de la lutte contre les mines, via des Recherches spécifiques ;
- produire ces travaux de recherche et parfois de R&D (hors ingénierie et fabrication), dans les domaines de l'océanographie, de la recherche et de l'analyse opérationnelles et exploratoires[2] ; ces études spécifiques visant toujours à fournir des avis argumentés aux commandants opérationnels de l'OTAN et à les aider à utiliser rationnellement leurs ressources[2] ;

Avec l'Agence d'information et de communication de l'OTAN (NCIA), le CMRE est au sein de l'OTAN l'une des sources d’innovation notamment en termes de technologies émergentes et de technologies de rupture.
En coopération avec les pays de l'OTAN, le centre accompagne (essais en mer...) des travaux de recherche dans ses domaines de compétences (océanographie physique de « nouvelle génération », furtivité subaquatique, acoustique sous-marine (détection acoustique de mines, d'objets, d'intrus dans les ports...) véhicules sous-marins low-cost, simulateurs de surveillance maritime, matériels remorqués, étude du comportement de robots en essaims, véhicules autonomes, contrôle de flottes de planeurs sous-marins, standardisation d'un langage acoustique sous-marin, système autonome de dragage de mines, évaluation de systèmes d'autoprotection et d'adaptation des navires et infrastructures critiques...), logiciels destinés au fonctionnement d'unités à flottabilité neutre et à dérive libre (systèmes originellement conçus par John C. Swallow pour dériver et étudier les courants océaniques profonds, puis modifié par le MPL (Marine Physical Laboratory, Scripps Institution of Oceanography, États-Unis) en leur associant un capteur de pression (hydrophone) et 3 capteurs de vitesse des particules orthogonales (géophones) afin de mesurer l'amplitude et la direction du flux d'énergie acoustique reçue par le  flotteur (qui est en réalité une bouée immergée) et évaluer l'origine directionnelle d'une ou plusieurs source(s) [si ces sources émettent à des fréquences différentes], via un seul flotteur, pouvant remplaçant tout un réseau d'hydrophones. Le flotteur étant passif, il a une faible signature sonore dans le flux de courant), méthodes de communication numérique subaquatique JANUS.
Selon François-Régis Martin-Lauzer, polytechnicien, ancien Directeur du Centre Militaire d'Océanographie du SHOM, puis ancien directeur du Groupe d'études sous-marines de l'Atlantique (GESMA, créé par la Délégation générale pour l'armement (DGA) à Brest en 1970 et depuis intégré dans « DGA Techniques navales ») et alors qu'il était directeur du SACLANTCEN : après la chute du mur de Berlin, le SACLANTCEN, « s'est engagé plus formellement dans la recherche et la technologie (R&T) navale/maritime de l'OTAN en élargissant son programme de travail à toutes les technologies de guerre sous-marine, et en se préparant pour les prochaines crises sécuritaires telles que les guerres du Golfe. Cela a conduit à des succès dans le nouveau monde des systèmes sans pilote, de la robotique, de l'intelligence artificielle et de la prise de décision automatique, ainsi que des capteurs à ouverture synthétique ». 
Depuis le début des années 2000 Le SACLANTCEN s'est aussi mobilisé sur les enjeux de sécurité et de sûreté maritimes, dont en matière de lutte contre le terrorisme, lutte contre la piraterie, connaissance de la situation maritime, protection de l'environnement marin.
Directeurs : 
- François-Régis Martin-Lauzer (octobre 2006 à novembre 2010)
- Dr Dirk Tielbuerger

## Fonctionnement, orientations, gouvernance
Le Directeur du Centre établit un Programme scientifique de travail, basé sur les propositions envoyées par les pays membres et autorités militaires de l'OTAN.  
Un Comité scientifique comprend des scientifiques et ingénieurs compétents sur ces questions. Initialement, il se réunissait deux fois par an pour donner ses avis au SACLANT sur la teneur du Programme scientifique. Une fois validé par le SACLANT et adopté par le Conseil de l'Atlantique Nord, le programme était lancé.

## Thèmes de travail
À la fin des années 1990, il comportait six thèmes, tous fortement liés à la lutte anti-sous-marine, et (pour 30 % environ) à la guerre des mines : 
1. lutte anti-mines ;
2. évaluation rapide de l'environnement ;
3. sonar actif tactique ;
4. surveillance sous-marine déployable ;
5. soutien des commandements
6. recherche exploratoire.

Une Division recherche sur l'environnement a été constituée, autour d'un groupe sur la modélisation de l'environnement, un Groupe sur l'acoustique et l'océanographie à grande échelle et un Groupe similaire à plus petite échelle. 
Par exemple, dans le cadre du Dialogue de l'OTAN sur la Méditerranée, lors d'une croisière océanographique en Méditerranée orientale, un navire de recherche du Centre s'est rendu dans certains ports de Bulgarie et de Roumanie.
Les priorités stratégiques du Centre évoluent aussi au gré de l'évolution scientifique et technique des armements et des moyens de Défense. 
Conformément à une feuille de route pour la mise en œuvre des technologies émergentes et des technologies de rupture (adoptée en décembre 2019) par les dirigeants des pays de l’OTAN, l'intelligence artificielle, les armes autonomes, le big data, les biotechnologies, les nanotechnologies, le technologies quantiques, la cybersécurité, etc. mobilisent l'attention du Centre,. En juillet 2020, l'OTAN s'est dotée d'un groupe consultatif sur les technologies émergentes et de rupture (EDT, regroupant 12 experts venus du secteur privé et du monde universitaire).

## Moyens humains
Le personnel du centre inclut plusieurs dizaines de scientifiques experts en acoustique, océanographie, mathématiques, physique et ingénierie. Les postes sont attribués par roulement à des scientifiques des pays de l'OTAN. Ils s'appuient sur le soutien technique apporté par le personnel permanent (Division ingénierie et technologie).

## Moyens matériels
Le centre dispose d'un site-laboratoire et banc d'essai sous-marin d'UXO situé à La Spezia en Italie, au Centre de recherche sous-marine du SACLANT , permettant de travailler in situ sur le problème des munitions immergées et de leurs conséquences en termes de danger et pollution.  Des expérimentations de plusieurs semaines peuvent y être conduites, avec l'appui, l'expérience et l'ingénierie, des espaces de laboratoire, des ateliers de mécanique et un soutien au déploiement de CRME. Ces services seront ouverts aux participants externes et aux utilisateurs finaux en encourageant la collaboration internationale. Ce centre de recherche militaire, piloté par Stefano Biagini en 2019, offre la possibilité  d'y comparer divers systèmes robotisés et d'algorithmes, en environnement connu. Ces interventions robotisées visent notamment à protéger les plongeurs en milieu potentiellement dangereux ou contaminé,. Le CMRE dit vouloir construire à La Spezia un « Hub UXO transatlantique américano-européen » et « s'imposer comme un fournisseur d'expériences contrôlées en mer Méditerranée ». Il dit (en 2021), préparer un atelier sur les premiers retours d'expérience de l'utilisation du banc de test CMRE UXO ; puis une conférence sur la détection, classification et identification des UXO. Mais le CMRE annonce ne diffuser les actes qu'au sein de l'OTAN et de la communauté militaire.